# CSP-2503
CSP-2503 je potentan i selektivan agonist  receptora, i antagonist  receptor i  receptora. On je prvi put sintetisan 2003 koristeći dizajn baziran na računarskom modelu i  studijama. U istraživanjima na pacovima, CSP-2503 je pokazao anksiolitičko dejstvo, te je smatra da može da služi kao potencijalni tretman za anksioznost kod ljudi, sa multimodalnim mehanizmom dejstva.